# 韋塔火山

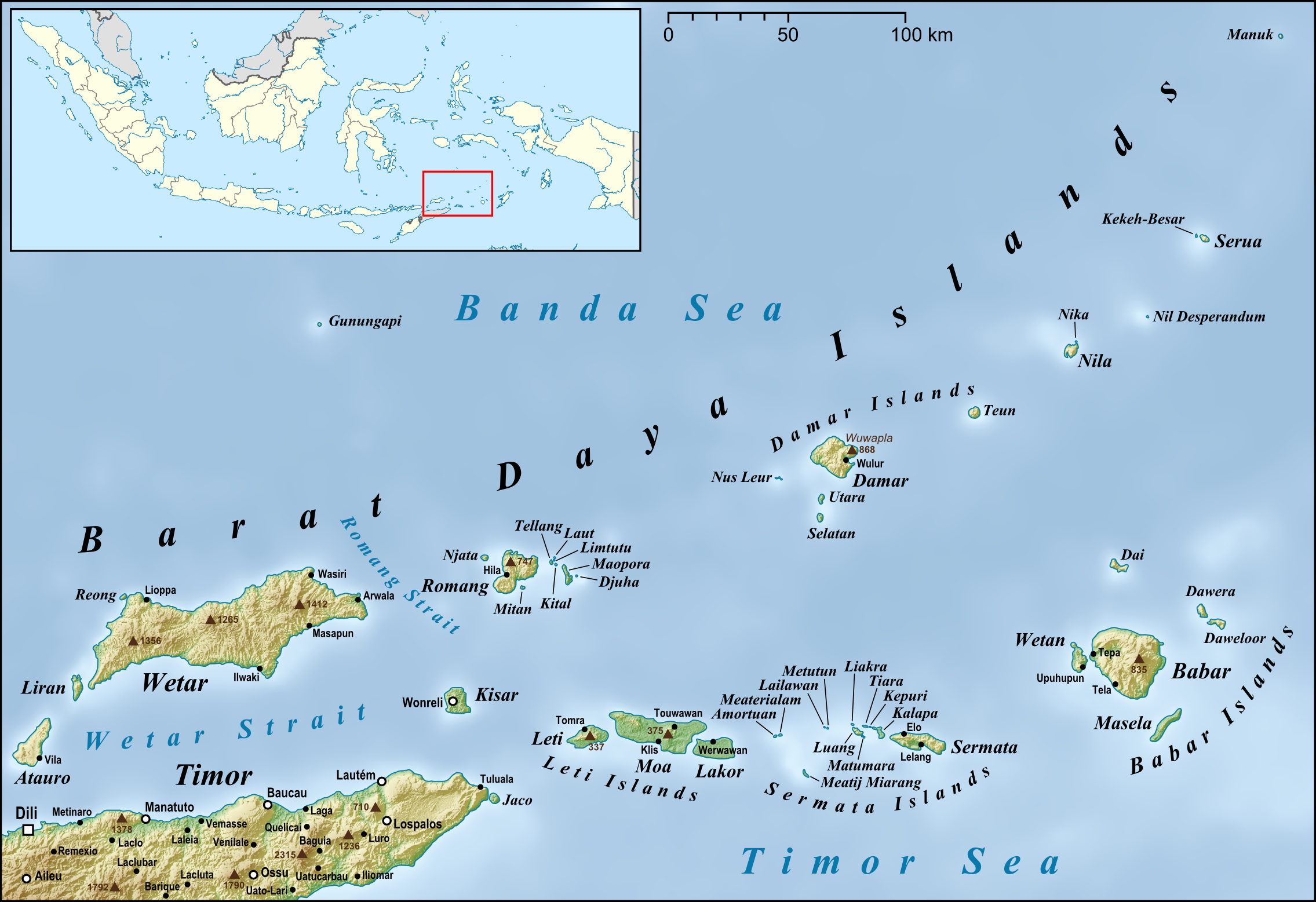
韋塔火山位於韋塔島北方海域。

韋塔火山是一座位於印度尼西亞韋塔島北方一孤立的火山島。該火山屬複式火山，目前僅282（925英尺）露出在海面上，若從海床算起，其高度將超過5,000（16,000英尺）。原先研究認為韋塔火山在1512到1699年間曾有過一次火山噴發，然而後續調查表明該紀錄解讀時誤將另一座火山噴發的煙霧認為是韋塔火山噴發的，因而該火山在近年尚未有噴發紀錄。